# Верчелльский кодекс

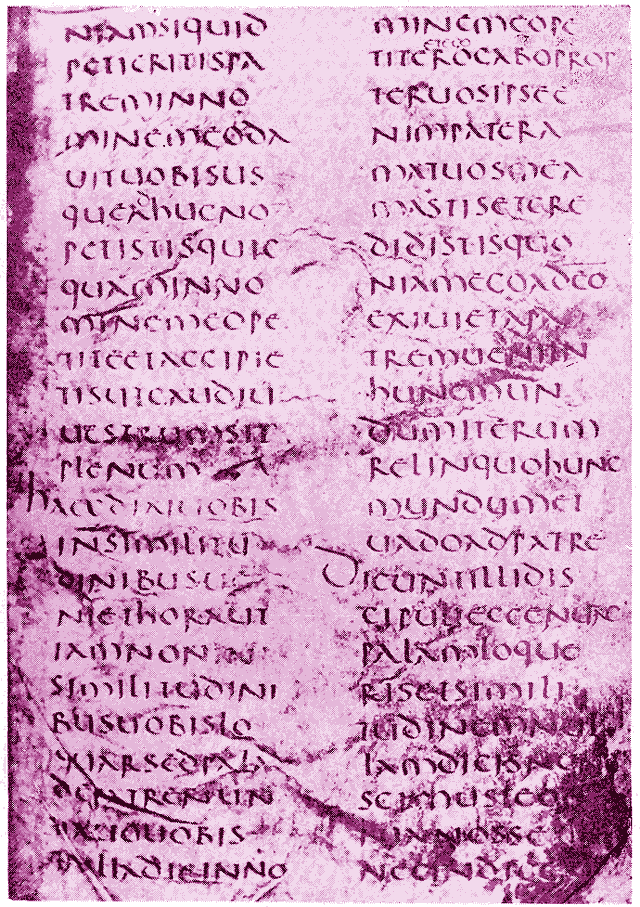
Страница Верчелльского кодекса с текстом

Верче́лльский ко́декс (лат. Codex Vercellensis) — манускрипт старолатинского Четвероевангелия на пурпурном пергаменте, выполненный, предположительно, в IV веке. Хранится в соборной библиотеке Верчелли.

## Сведения
Считается самой ранней сохранившейся рукописью старолатинского Евангелия (каталожное обозначение кодекс а или 3). Согласно традиции, рукопись выполнена по заказу епископа Евсевия. Выполнена в технике хризографии — серебряными чернилами на пурпурном пергаменте. Листов 321 (утрачены последние 12 стихов Евангелия от Марка), формат страницы 15,8 × 25,4 см (6¼ × 10 дюймов), текст записан в две колонки по 24 строки в каждой. Евангелия расположены в так называемом западном порядке (Матфей, Иоанн, Лука, Марк), как в Кодексе Безы. Окончание Евангелия от Марка (после Мк. 15:15) — всего 4 листа — написано на более новом материале и отображает текст Вульгаты. Содержит аппарат Евфалия (др.-греч. ἀνακεφαλαίωσις) — таблицы внутренних подразделений, указывающие, сколько чтений содержится в книге, сколько глав и стихов в каждом чтении.
Текст Евангелия от Матфея имеет некоторые особенности: в главе 3 перед свидетельством о крещении Иисуса добавлена фраза «Et cum baptizaretur, lumen ingens circumfulsit de aqua, ita ut timerent omnes qui advenerant», в главе Мф. 27:9 во фразе «сбылось реченное через пророка Иеремию», имя Иеремия опущено, как и в аналогичных рукописях, например, Бератском кодексе. В тексте Евангелия от Луки (Лк. 23:34) выпущены слова «И сказал Иисус: Отче, прости им, не ведают, что творят», как в Синайском кодексе и Кодексе Безы.

## Издания
- Giovanni Andrea Irico edition (Sacrosanctus Evangeliorum Codex Sancti Eusebii Vercellensis, 2 volumes, Milan, 1748)
- G. Bianchini edition (Rome, 1749; reprinted in Migne, Patrologia Latina, xii, cols. 141—338)
- J. Belsheim edition (Codex Vercellensis, Christiania, 1897)
- A. Gasquet edition (Codex Vercellensis, Collectanea biblica Latina, iii; Roma, 1914)